# PhaseD
『PhaseD』（フェイズディ）は、ブーストオンより発売されたPlayStation Portable用ソフト。全四作で蒼華の章、白影の章、黒聖の章、朱姫の章が発売された。

## 解説
全4章からなるアドベンチャーゲーム。いずれの章も独立したストーリーになっていて、つながりを持っている。また、いずれの章もハッピーエンディングと複数のバッドエンディングから成り立っている。
本作には幻肢モードというシステムが搭載されている。このシステムは、アドベンチャーモード中、突如画面にフラッシュが走り、主人公が幻肢痛に襲われた時、「幻肢発動」アイコンが表示されるという仕組みをとっている。アナログパッドを使って幻肢（フェイズD）を発動させると、主人公の幻肢が画面上に現れるようになる。幻肢を発動させずにゲームを進めることも可能だが、幻肢の使用を強制される場面も存在する。また、通常主人公の幻肢は青く光るが、特定の場面では「誘惑の幻肢」としてピンク色に光る。

## あらすじ

### 蒼華の章
左腕を失った宮岸 行人 は、幻肢痛に悩まされていた。学校で激痛に襲われ失神寸前だったその時、幼なじみの藤代彩奈があるはずのない左腕を握っていてくれたことで、痛みが引いた。
だが、行人 が気が付くと彼女の姿はどこにもなかった。
義肢装具士の美弥にそのことを相談すると、フェイズDという現象であることを告げられた。
"左腕"を出すよう美弥に言われ、その通りにしたとき、「握手ができた」と言う少女の声がし、見慣れない少女が彼の"左手"を握っていた。

### 白影の章
義腕に慣れ始めたころ、幻肢痛に苦しんでいた行人は、頭の中で少女の声を聴いた。
彼女は、ないはずの"左手"を出して、と行人に呼びかける。

### 黒聖の章
茉莉との距離が気になるこの頃。行人は幸花から「あなたの幻肢は人の心を惑わすかもしれない」と告げられた。
その日から、行人の運命は動きだし、久世家の末裔としての幸花の運命も大きく動いた。

### 朱姫の章
手術で左腕を切断して間もないころ、行人は麻酔で意識がもうろうとしつつも、左腕を失ったことを悟った。
見知らぬ女が彼のベッドにもたれて寝ていることに気付いた時、女性から何かが流れてきて、彼の左腕の感覚がよみがえった。

## 登場人物
宮岸 行人 (みやざか ゆきと)
主人公。

### メインヒロイン
藤代 彩奈（ふじしろ あやな）
声 - 佐藤聡美
行人の幼馴染で、蒼華の章のメインヒロイン。幼少時からフェイズDの人間が見えていたが、周囲に信じてもらえず、その能力を隠し通してきた。消極的な性格。
高峯 夏希（たかみね なつき）
声 - 水橋かおり
フェイズDの少女で、白影の章のメインヒロイン。フェイズDにしては明るく前向きな性格で、フェイズDの見える人々と積極的に交流を行っている。
朱姫の章で、レンの出自を知ってしまう。
久世 幸花（くぜ さちか）
声 - 伊藤静
フェイズDと人間との間を取り持ってきた名家・久世家の少女で、くるみの友人。黒聖の章のメインヒロインにあたる。冷静で、めったなことでは動揺しない。くるみ以外の人物にさっちんとあだ名されることを快く思っていない。
壱師 レン（いちし れん）
声 - 佐倉綾音
美弥の養女で、彼女の助手も務めている。朱姫の章のメインヒロイン。なぜかフェイズDを認識し、コミュニケーションをとることが可能。黒聖の章までは、出自について情報は、美弥によって伏せられていた。

### 医療関係者
壱師 美弥（いちし みや）
声 - 梅里紗生
行人の義肢を作ってくれた装具士。フェイズDについても詳しく久世家ともかかわりがあるが、久世家とは距離を置いている。
養女のレンのことを愛しており、他者への犠牲もいとわない覚悟を持っている。
久世 昭吾（くぜ しょうご）
声 - 徳本英一郎
行人の主治医。
佐山 操（さやま みさお）
声 - 尾崎真実
行人を見守る看護師。
高峯 夏希（たかみね なつき）
声 - 桜咲千依
過去に行人の入院していた病院に勤務していた看護師で、現在は退職している。
雪野 紗由（ゆきの さゆ）

### 久世家
久世 優花（くぜ ゆうか）
声 - 南川のりこ
幸花の姉。久世家の"送り手"だったが、フェイズDに煽られた人間に負傷し死亡した後、自らもフェイズDとなり、妹のそばに付き添っている。
久世 遥（くぜ はるか）
声 - 中澤まさとも
優花の兄だが、"送り手"としての能力は持っていない。優花の死とその後の経緯を機に、家業についての疑問を抱くようになった。
久世 玄果（くぜ げんか）
声 - 上別府仁資
久世家当主で三兄妹の父。"送り手"としては有能だが、現在は一線を退いている。

### その他
宮岸 くるみ（みやぎし くるみ）
声 - 小林桂子
行人の姉。
仁科 茉莉（にしな まつり）
声 - 大橋歩夕
行人の同級生。黒聖の章では、行人に対して積極的な言動をとるようになっている。
多田 晴也（ただ はるや）
声 - 北山恭祐
行人の親友。かつては乱暴者だった。

## 用語
フェイズD
人間の形態を4段階に分けたうちの最後の段階で、死亡し肉体の消滅（フェイズC）したのち、死体とは異なる"何か"が残る状態のことを指す。

## 主題歌
- OP「TOUCH YOUR MIND」
  - 歌：吉河順央
  - 作詞／作曲：藤原保